# Aoharu × Kikanjū
Aoharu × Kikanjū (青春×機関銃, littéralement Jeunesse × mitrailleuse) est un shōnen manga écrit et dessiné par NAOE. Il est prépublié depuis janvier 2013 dans le magazine Monthly GFantasy et six tomes sont commercialisés en février 2015 par Square Enix. Une adaptation en anime produite par le studio Brain's Base est diffusée entre juillet et septembre 2015 sur TBS au Japon.

## Synopsis
Hotaru Tachibana est une jeune lycéenne qui est prise pour un garçon. À la suite de certaines circonstances, elle rejoint une équipe d'air soft, Toy Gun Gun, sans leur révéler être une fille, pour rembourser une dette envers Masamune (un hôte). Le troisième membre se nomme Yukimura (un écrivain pour des ero-mangas). Plus tard, on découvre que cette équipe possède un lourd passé...

## Personnages
Hotaru Tachibana (立花 蛍, Tachibana Hotaru)
Voix japonaise : Mikako Komatsu
La présidente du conseil des élèves est prise pour un garçon auprès de tout le monde, excepté sa meilleure amie. Elle vit seule à la suite d'un voyage à l'étranger de ses parents dans la même résidence que ses deux coéquipiers. Elle possède un très fort sens de la justice. Elle a un vrai talent pour le jeu de survie et une forte soif de sang. Elle possède de fortes capacités en combat rapproché à mains nues, mais sa précision en tir laisse à désirer. Au départ, elle rejoint les Toy Gun Gun pour rembourser une dette mais bien que cette dette soit remboursée, elle continue les jeux de survie.
Masamune Matsuoka (松岡 正宗, Matsuoka Masamune)
Voix japonaise : Tomoaki Maeno
Un hôte et capitaine des Toy Gun Gun, il est la personne qui invite Hotaru dans l’équipe. Il a vu Midori torturer son ancienne camarade devant ces yeux sans rien pouvoir y faire. C’est pour cette raison qu’il ne veut pas de fille dans son équipe.
Tōru Yukimura (雪村 透, Yukimura Tōru)
Voix japonaise : Yoshitsugu Matsuoka
Il est écrivain pour des mangas érotiques. Il a eu dû mal à accepter Hotaru au début car il a été trahi par ses anciens amis et n’avait plus que Masamune. Mais il l’accepte à la fin du premier match. Il déteste Midori.
Nagamasa Midori (緑 永将, Midori Nagamasa)
Voix japonaise : Kazuyuki Okitsu
Il travaille au même hôpital que Akabane et Takatora, ses coéquipiers. Il est le capitaine de l’équipe qui avait torturé l’ancienne camarade de Yukimura et Masamune. Il semble gentil pour Tachibana au premier abord, mais ceux qui le connaissent bien disent le contraire.
Takatora Fujimoto (藤本 高虎, Fujimoto Takatora)
Voix japonaise : Ryōhei Kimura
Il travaille au même hôpital que Midori et Akabane. Il semble beaucoup apprécier Midori. Il joue au jeu de survie dans la même équipe que Midori et Akabane.
Ichi Akabane (赤羽 市, Akabane Ichi)
Voix japonaise : Eri Kitamura
Elle est une infirmière travaillant au même hôpital que Midori et Takatora et joue au jeu de survie dans la même équipe qu'eux.

## Manga
Le manga Aoharu × Kikanjū est écrit et dessiné par NAOE. Il est prépublié à partir du 18 janvier 2013 dans le magazine Monthly GFantasy de l'éditeur Square Enix. Le premier volume relié est publié le 27 juillet 2013 et six tomes sont commercialisés au 27 février 2015.

## Anime
L'adaptation en anime est annoncée en février 2015 lors de la sortie du tome 6 du manga. L'anime est produit au sein du studio Brain's Base avec une réalisation de Hideaki Nakano et un scénario de Kenji Konuta. La série est diffusée initialement à partir de juillet 2015 sur TBS au Japon. Le générique d'ouverture est The Bravest Destiny interprété par Toy☆Gangan, et le générique de fin est Gunjō Survival (群青サバイバル) interprété par Mikako Komatsu.